# Epirrhoe tristata
Epirrhoe tristata, conocida (en inglés) como small argent and sable moth o "polilla plata y sable pequeña", es una especie de polilla de la familia Geometridae, descrita por primera vez por el naturalista sueco Carlos Linneo en 1758, en la décima edición de Systema Naturae. La especie tiene distribución en el Paleártico.

## Descripción
El patrón de las alas anteriores es marrón con múltiples líneas crenadas o festonadas. E. tristata es una polilla pequeña, con una envergardura de 20 a 25 milímetros (0,8 a 1 plg). Presenta líneas transversales y fascia blancas. La zona basal es más pálida que la medial. La mancha discal es grande y redondeada, parcialmente rodeada de blanco. La zona terminal presenta una línea ondulada blanca. La base del ala posterior es de color gris blanquecino con tres o cuatro líneas transversales negras más o menos diferenciadas. Presenta una franja fuertemente cuadriculada en blanco y negro.
El abdomen es gris dorsalmente con pares de manchas triangulares negras. Muy similar a E. hastulata, genéticamente homogénea en toda Europa pero en Alemania con el segundo haplotipo a una distancia del 1,5%. La especie más cercana es E. rivata.

## Distribución
Se distribuye en las regiones euroasiáticas. Ampliamente distribuida en la Europa templada, desde las Islas Británicas y el norte de España hasta los Urales europeos. Ausente en el extremo norte de Europa y en las tierras bajas del extremo sur de Europa. Presente en casi toda Dinamarca (incluyendo las islas de Dinamarca), el sur y este de la península de Jutlandia, la mayor parte de Noruega y Norlandia, el sur y centro de Finlandia y Córcega. Fuera de Europa, con una presencia dispersa en Turquía, el Cáucaso y Transcaucasia. En el este, a través de Siberia y Mongolia, hasta la cuenca del río Amur.
El hábitat en la Europa templada es casi ubicuo en bosques mesófilos y matorrales, linderos de bosques, pastizales oligotróficos, humedales, también en parques y jardines. Se encuentra desde cero hasta 1.300 m sobre el nivel del mar; en los Alpes del Sur y España, generalmente entre 1.000 y 2.000 m. 

## Ciclo de vida
Generalmente bivoltina, encontrándose desde principios de mayo hasta finales de junio y luego de mayo a julio hasta mediados de septiembre. En buenas condiciones, emerge a finales de abril. En condiciones menos favorables, emerge más tarde. Las generaciones se superponen y la segunda generación suele ser incompleta. En el norte de Europa se encuentra por encima de los 1.000 m, donde es univoltino, apareciendo desde finales de mayo hasta finales de julio. La larva es monófaga en especies Galium, incluyendo Galium mollugo, Galium boreale y Galium verum, registrandose en flores de estas especies de planta y también en Galium saxatile. Se observa la puesta de huevos en Galium mollugo. Los adultos son tanto diurnos como nocturnos, también atraídos por la luz. Se alimenta de néctar en Solidago virgaurea, Senecio nemorensis, Origanum vulgare, Succisa pratensis, Polygonum bistorta y galio.